# Чміль Ганна Павлівна
Чміль Ганна Павлівна (нар. 20 жовтня 1950, Піщаниця) — науковець, український організатор кіновиробництва, культуролог, філософ, кінознавець, педагог. Кандидат філософських наук (1984). Доктор філософських наук (2005). Академік Національної академії мистецтв України. Член Національної спілки кінематографістів України. Директор Інституту культурології Національної академії мистецтв України. Професор кафедри кіно-, телемистецтва Факультету мистецтв Київського університету культури. Професор кафедри кіно-, телемистецтва Факультету кіно і телебачення Київського національного університету культури і мистецтв.

## Життєпис

### Ранні роки та освіта
Народилася 20 жовтня 1950 р. у с. Піщаниця Овруцького району Житомирської області.
Закінчила філософський факультет Київського державного університету ім. Т. Г. Шевченка (1972).

### Кар'єра
1971—1991 — працювала в партійних органах та на викладацькій роботі, зокрема в Дніпровському і Подільському райкомах партії Києва, секретарем парткому студії «Київнаукфільм», у відділі культури ЦК КПУ.
1991—1993 — заступник голови Державного фонду кінематографії України.
1993—1995 — проректор Українсько-Фінського інституту менеджменту і бізнесу.
1995—2001 — заступник міністра культури і мистецтв України.
2001—2003 —  заступник державного секретаря Міністерства культури і мистецтв України.
1995—2011 — доцент, професор кафедри кінознавства Київського національного університету театру, кіно і телебачення ім. І. К. Карпенка-Карого.
2001—2013 — член-кореспондент НАМ України.
2006—2010 — голова Державної служби кінематографії Міністерства культури і туризму України.
2010—2011 — в.о.генерального директора Національного центру Олександра Довженка. 2011—2013 — радник адміністрації Інституту культурології НАМ України.
З 2013 — завідувач відділу світової культури та міжнародних культурних зв'язків Інституту культурології НАМ України. Член Національної спілки кінематографістів України.
З 2019 — директор Інституту культурології НАМ України.
Виступила продюсером художніх фільмів: «Другорядні люди» (2001) та «Чеховські мотиви» (2002) режисера К. Муратової, «Мамай» (2003) режисера О. Саніна; документального фільму «Реальний майстер-клас» (2008, реж. О. Чепелик).
Брала участь у створенні сценаріїв фільмів «Леопольд, або Втеча від свободи» (1999), також у співавт. з Р. Плаховим-Модестовим: «Витоки. Повість минулих літ», «Ще як були козаками. У колі першім» (2002), «Загублений рай» (2008, до 200-річчя М. Гоголя).
Автор близько 70 наукових статей та публікацій з проблем філософії культури, кіномистецтва і кінематографії. За її участю підготовлено низку законів і підзаконних актів, пов'язаних із запровадженням продюсерської системи кіновиробництва, захистом інтелектуальної власності і авторських прав, регулюванням правил публічного показу та розповсюдження фільмів, розвитком кіноіндустрії і поліпшенням кінообслуговування.
Викладає на факультеті кіно і телебачення КНУКІМ та кафедрі кіно-, телемистецтва КУК дисципліни (курси): «Відеологія» (з 2021 року «Екранологія»), «Сучасний стан аудіовізуальних мистецтв», «Керівництво магістерськими проєктами». Бере активну участь у наукових конференціях, симпозіумах, круглих столах.
Член редколегії профільного наукового журналу Вісник Київського національного університету культури і мистецтв. Серія: Аудіовізуальне мистецтво і виробництво.
Має понад 100 наукових праць опублікованих у впливових наукових журналах, що індексуються міжнародними наукометричними базами даних, в тому числі Scopus та Web of Science. Індекс Гірша (h-індекс): 7. i10-індекс: 5.
Наукові профілі: Scopus Author ID: 57221463499, Web of Science ResearcherID: AAN-8198-2021, ORCID iD: 0000-0001-6569-1066, Scientists of Ukraine ID: 0000859, ACADEMIA.edu: Hanna Chmil, Google Scholar: Ганна Чміль.

## Нагороди
- Орден княгині Ольги ІІІ ступеня (2000).
- Призом Віри Холодної «Сім красунь» по розряду «Муза кіно» (2001, Москва).